# Alexis Danelón
Alexis Raúl Danelón (Capitán Bermúdez, Provincia de Santa Fe, Argentina, 6 de enero de 1986) es un futbolista argentino. Juega de lateral derecho en Club Atlético Defensores de Armstrong de la Liga Cañadense de Fútbol de la provincia de Santa Fe, Argentina.

## Trayectoria
Debutó en la Primera División de Argentina de la mano del Director Técnico Leonardo Madelón en el Torneo Apertura 2007. En la primera fecha del Torneo Clausura de 2008 contra el club Boca Juniors sufrió la rotura de los ligamentos cruzados de su pierna derecha.
Hasta abril de 2009 marcó cuatro goles en Primera División. El primer gol lo marcó ante Tigre, partido en el cual Rosario Central ganó por 4 a 2. El segundo fue en la primera fecha del Torneo Apertura 2008, ante Estudiantes, cuyo marcador finalizó 3-2. El tercero se lo marcó a San Lorenzo de Almagro en la derrota de Rosario Central por 2 a 1. El último en primera división, hasta el 26 de abril de 2009, fue ante Boca a los 26 minutos del primer tiempo. En el año 2010 le marcó un gol a Atlético de Rafaela en la victoria por 1 a 0.
El 12 de agosto de 2011 se confirmó su transferencia al Boca Unidos de Corrientes. El 14 de julio de 2012 firma un vínculo con el Huracán, siendo el sexto refuerzo de la institución de Parque Patricios. Prosiguió su carrera en Central Córdoba de Santiago del Estero, FADEP de Mendoza y en 2018 arribó a Firmat Football Club de la Liga Deportiva del Sur, torneo de carácter regional.

## Clubes
| Club                                  | País      | Año         | Partidos | Goles |
| ------------------------------------- | --------- | ----------- | -------- | ----- |
| Rosario Central                       | Argentina | 2007 - 2011 | 56       | 5     |
| Boca Unidos                           | Argentina | 2011 - 2012 | 33       | 2     |
| Huracán                               | Argentina | 2012 - 2013 | 29       | 2     |
| Boca Unidos                           | Argentina | 2013 - 2015 | 30       | 2     |
| Central Córdoba (Santiago del Estero) | Argentina | 2016        | 4        | 0     |
| FADEP (Mendoza                        | Argentina | 2017        |          |       |
| Firmat Football Club                  | Argentina | 2018        |          |       |

[Racing de Villada]
| Argentina
| 2022